# Pheidole arhuaca
Pheidole arhuaca är en myrart som beskrevs av Auguste-Henri Forel 1901. Pheidole arhuaca ingår i släktet Pheidole och familjen myror.

## Underarter
Arten delas in i följande underarter:
- P. a. arhuaca
- P. a. bimons